# Akademischer Forstgarten Gießen

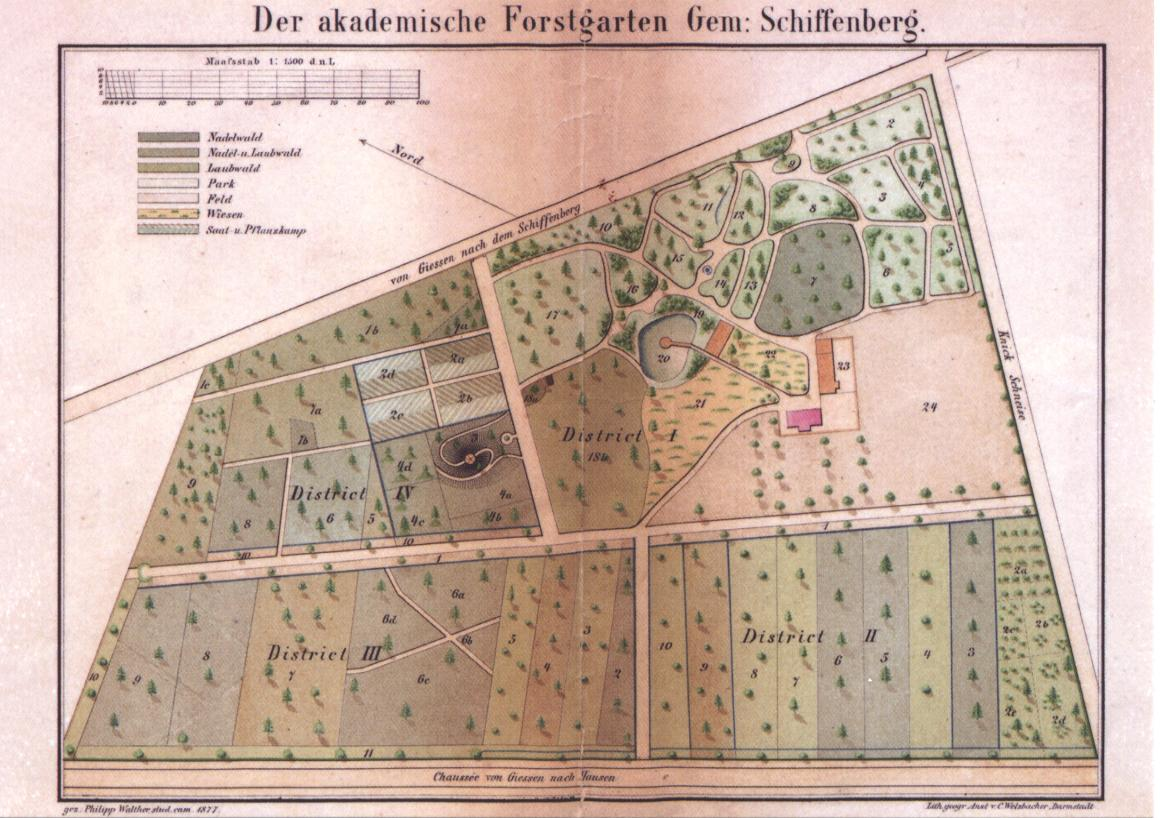
Historischer Plan des Akademischen Forstgartens Gießen in einer Lithografie von 1877.

Der Akademische Forstgarten Gießen liegt im Schiffenberger Wald unterhalb des Klosters auf dem Schiffenberg im Süden der mittelhessischen Stadt Gießen. Er diente früher als Lehr- und Versuchsgarten des ältesten Universitätsforstinstituts der Welt.

## Hintergrund

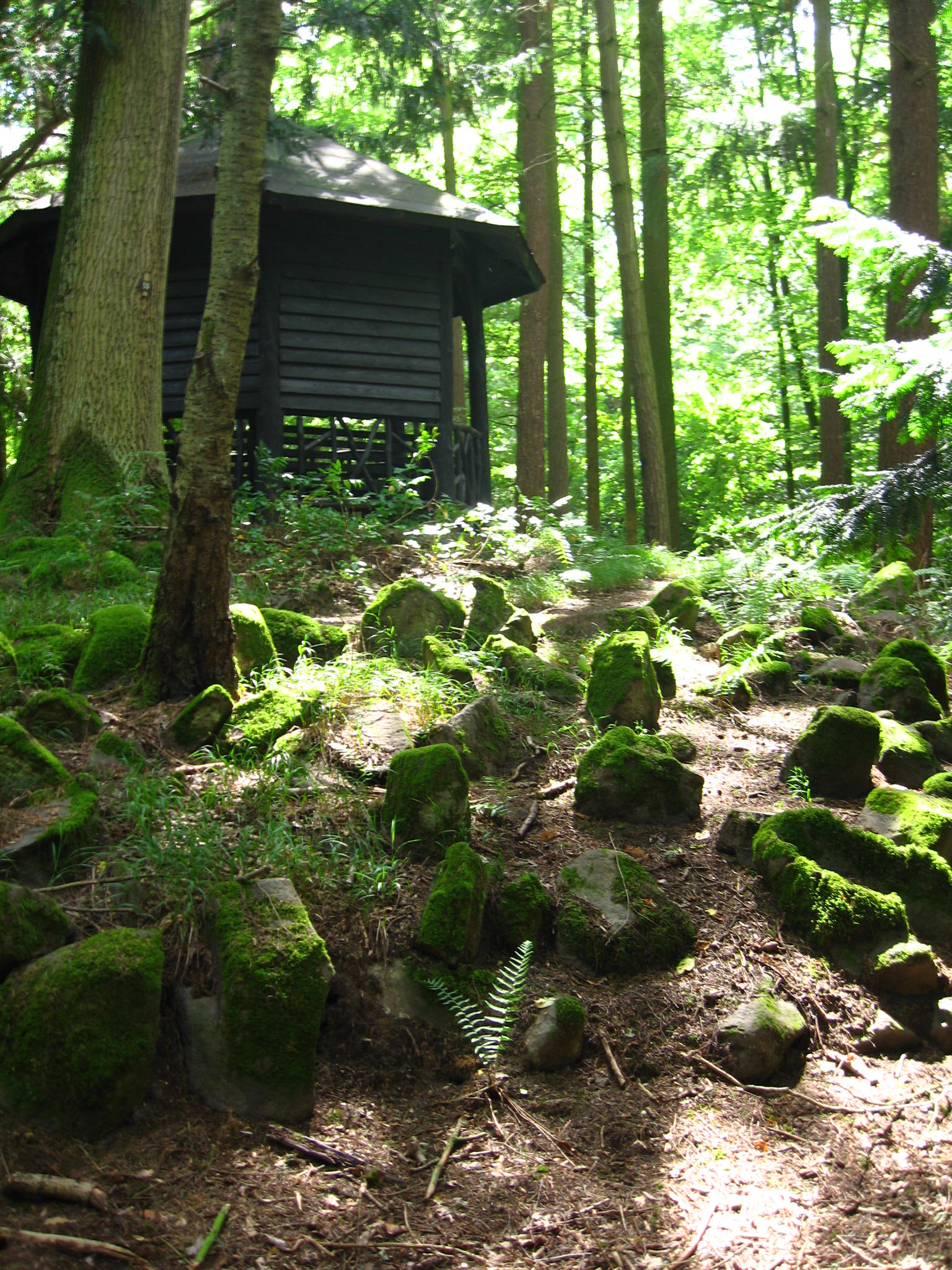
Oberforstmeister Karl von Gall begründete im Forstgarten auch einen kleinen Park im englischen Stil. Hier ließ er einen Hügel künstlich anlegen, der von einem „Tempel“ gekrönt wurde.

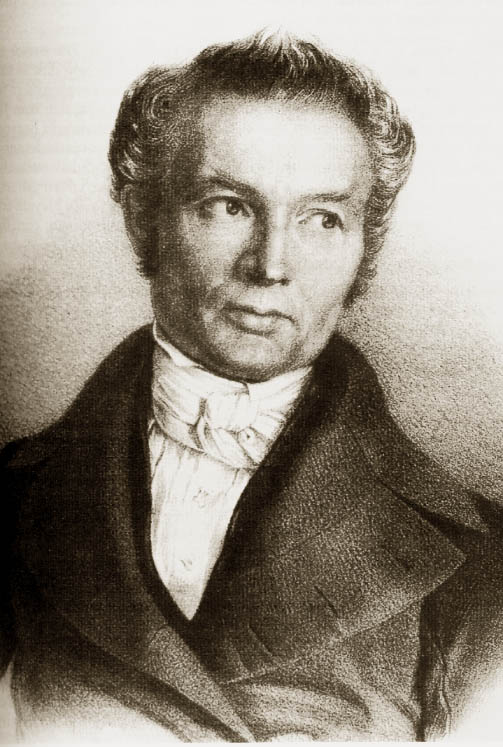
Carl Justus Heyer sorgte für umfangreiche Wiederaufforstungen

1777 wurde an der Universität Gießen eine Ökonomische Fakultät mit neuen Fächern wie Veterinärmedizin und Agrarwissenschaft geschaffen. Dazu gehörte auch die Forstwissenschaft, die erstmals seit dem Sommersemester 1778 im Vorlesungsverzeichnis auftaucht. Zu den ersten Studenten gehörte Georg Ludwig Hartig, der später das Konzept der Nachhaltigkeit ausformuliert hat. Die Ökonomische Fakultät scheiterte zwar nach nur acht Jahren, aber die Forstwissenschaft blieb mit einem eigenen Institut in der Philosophischen Fakultät erhalten. Diese akademische Aufwertung der Forstwissenschaft war bis dahin einmalig, das Institut war die erste forstliche Lehranstalt in der Welt an einer Universität.
Um dem neuen Fach Rechnung zu tragen, wurde 1800 dem Botanischen Garten Gießen ein forstbotanischer Teil angefügt. Ab 1825 wurde er in den Schiffenberger Wald verlagert. Anlass war, dass im selben Jahr die Hessische Forstlehranstalt gegründet worden war, die als staatliche Institution zunächst eigenständig war und erst 1831 in die Universität eingegliedert wurde. Johann Christian Hundeshagen (1783–1834), der zuvor schon die Forstlehranstalt geleitet hatte, wurde auch zum Institutsdirektor berufen.
Bis dahin war der Gießener Wald durch übermäßigen Holzeinschlag und Waldweide schwer geschädigt worden. Schweine, Schafe und Ziegen wurden in den Wald getrieben und verbissen die Jungpflanzen, die nicht nachwachsen konnten. Das abgefallene Laub wurde eingesammelt und in die Ställe gestreut (Waldstreu), so dass dem Boden ständig Nährstoffe entzogen wurden. Zwar schränkten Waldordnungen die Nutzung vielfältig ein, gingen dabei aber aus forstwissenschaftlicher Sicht planlos vor.
Revierförster Carl Justus Heyer ließ von 1824 bis 1829 gegen den erbitterten Widerstand der Gießener Viehbesitzer fast 400 Hektar Ödland wieder aufforsten. Um ihren Widerstand zu brechen, ließ er mitunter auch nachts arbeiten und pflanzte die Bäume von den entferntesten Punkten auf die Stadt zu. Wegen ihrer Anspruchslosigkeit setzte er vor allem Kiefern und mischte später Buche und Eiche unter (noch heute gehen große Kiefernaltbestände im Schiffenberger Wald auf Heyer zurück).

## Der Forstgarten
Mit der Gründung der Forstlehranstalt war auch ein Pflanzgarten notwendig geworden. Da der eigentlich zuständige Direktor der Forstlehranstalt Hundeshagen sich mit dem Oberforstmeister und hessischen Geheimrat Karl von Gall nicht verstand, nahm er an der Gestaltung des neuen Forstgartens jedoch wenig Anteil. Der Garten ist deshalb ein Werk von Galls, der ihn ab 1825 – und nicht 1831, wie auf einem Gedenkstein steht – auf einer Fläche von zunächst einem halben Hektar anlegte. Bis 1830 hatte er „nahe an die 400 verschiedene Forstgewächse“, darunter auch zahlreiche fremdländische Baumarten, gepflanzt. Der Pressebericht spricht von einer Pflanzschule von 25 Morgen Größe, in der Forstbotanik studiert und Kulturversuche ausgeführt werden konnten. Seit 1822 oder etwas früher muss an diesem Ort bereits ein „Lustgarten“ existiert haben. Der bereits zitierte Zeitungsartikel erwähnt, dass „der forstbotanische Garten nicht selten den vergnügungssüchtigen Bewohnern von Gießen zum Ziele dient.“

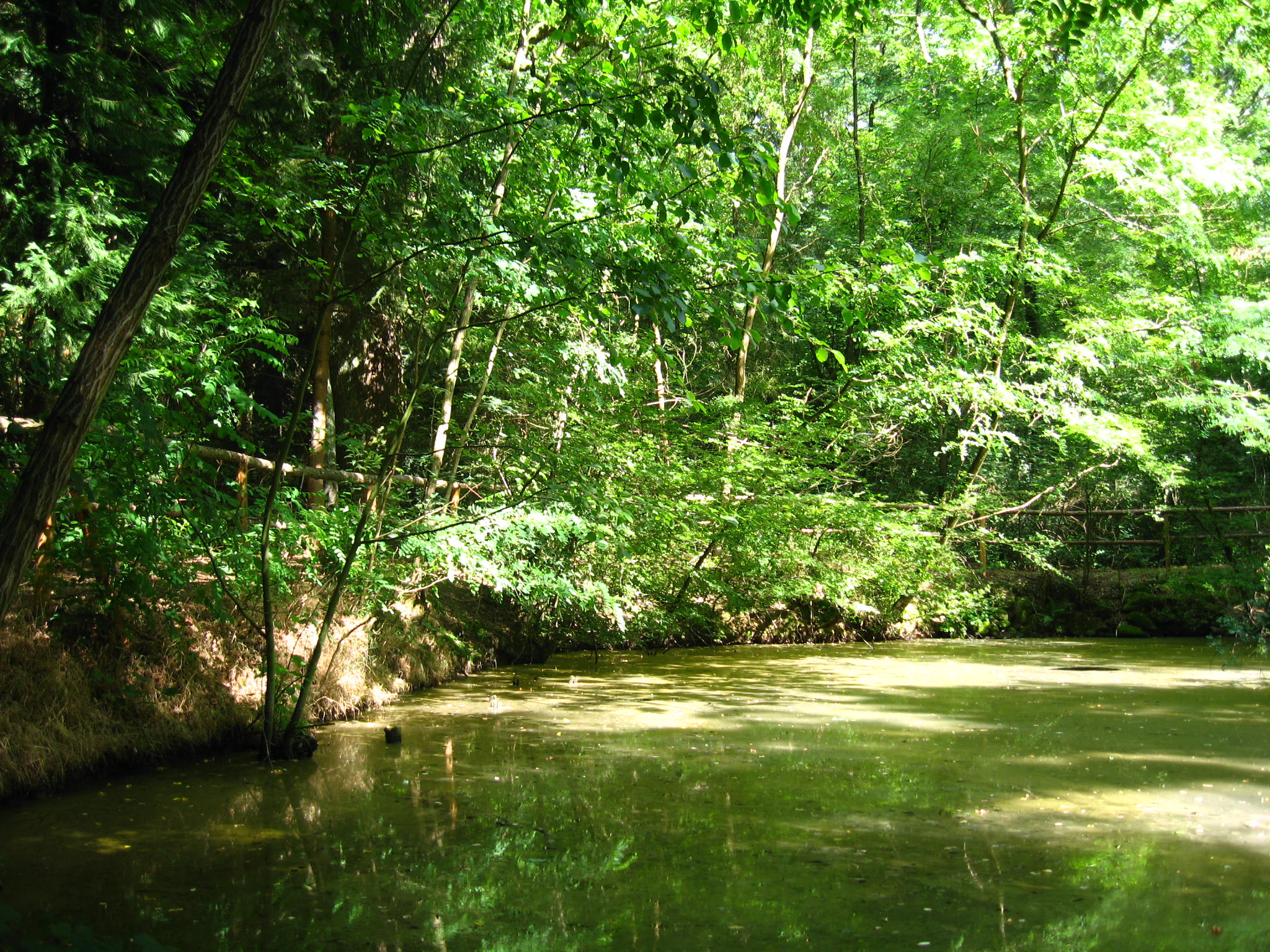
Der Teich gehört ebenfalls zu dem „Park“, der durch von Gall angelegt wurde. Wegen der Bewässerung kam es zu einem Streit mit dem Gießener Rentamt.

1829 wurde Heyer zum Inspektionsbeamten des Forsts Gießen befördert; zugleich erhielt er einen Lehrauftrag. Im März 1830 hatte die Geduld des Ministeriums mit Hundeshagen ein Ende, und es ordnete die Direktion des Forstgartens durch Heyer an. Heyer kümmerte sich 1830/31 und dann zwanzig Jahre lang von 1835 bis 1856 um den Forstgarten, zeitweise war er auch für den Botanischen Garten in der Innenstadt zuständig. Sehr früh setzte er sich für Mischbestände ein. Noch heute sind die Versuchsflächen zu sehen, auf denen er verschiedene Mischungen von Baumarten ausprobiert hat. 1845 wurde der Garten durch die Universität gepachtet. Zeitweise sind hier praktisch alle hessisch-darmstädtischen Oberförster ausgebildet worden.
In den Jahren 1870 und 1877 wurde der Garten vermessen und eine Fläche von 5,7 Hektar festgestellt, von der 4,1 Hektar mit Gehölzen bestanden waren. 1883 kam ein weiterer Hektar hinzu. Nicht alle Pflanzen, die aus fremden Ländern und anderen Klimazonen eingeführt worden waren, überlebten: Bei einer Bestandsaufnahme im Jahre 1890 existierten noch 270 verschiedene Baum- und Straucharten.
Geologisch gesehen befindet sich der Forstgarten auf miozänen Tonen des Gießener Beckens. Die Basaltdecken des Vogelsbergs enden unmittelbar in der Nähe. Vom Bodentyp her handelt es sich um einen Pseudogley.

## Ende der Forstwissenschaft in Gießen

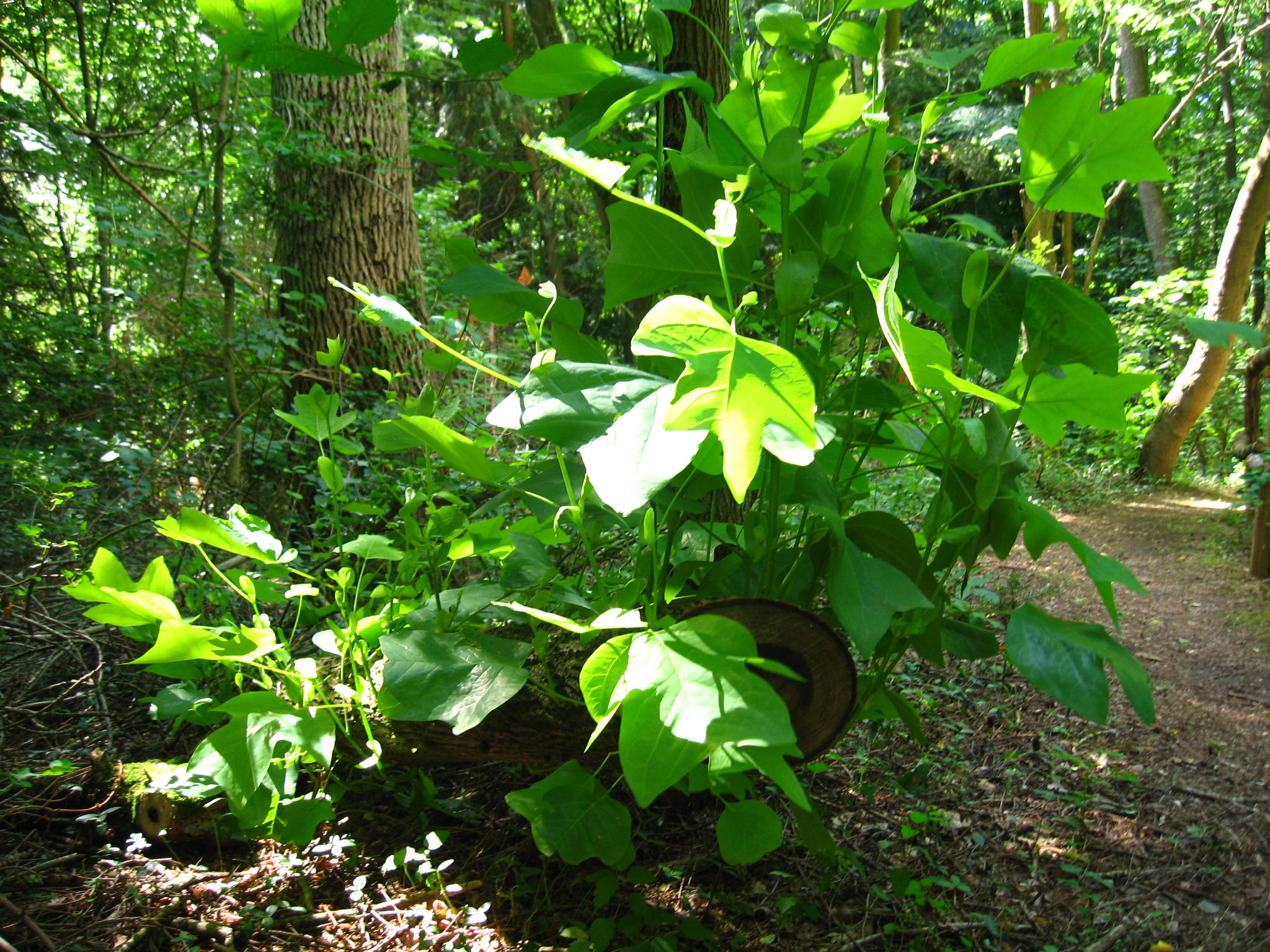
Aus dem umgefallenen und abgesägten Stamm eines Tulpenbaums mit nur noch wenig Wurzelkontakt sprießen neue Blätter.

Anfang des 20. Jahrhunderts waren die Lehrstätten der Forstwissenschaft in Deutschland nicht mehr ausgelastet. 1938 wurde deshalb das Gießener Forstinstitut zugunsten der forstwissenschaftlichen Ausbildung an der Universität Göttingen mit der Forstlichen Fakultät in Hann. Münden aufgelöst. Damit war eine 160-jährige Tradition zu Ende gegangen.
Heute existieren im Forstgarten noch über 200 verschiedene Baum- und Straucharten, darunter so seltene Arten wie Elsbeere und Tulpenbaum. 1985 wurde der Forstgarten der Öffentlichkeit wieder geöffnet. Der Schiffenberger Wald ist bis heute ein Staatsforst geblieben.

## Anreise

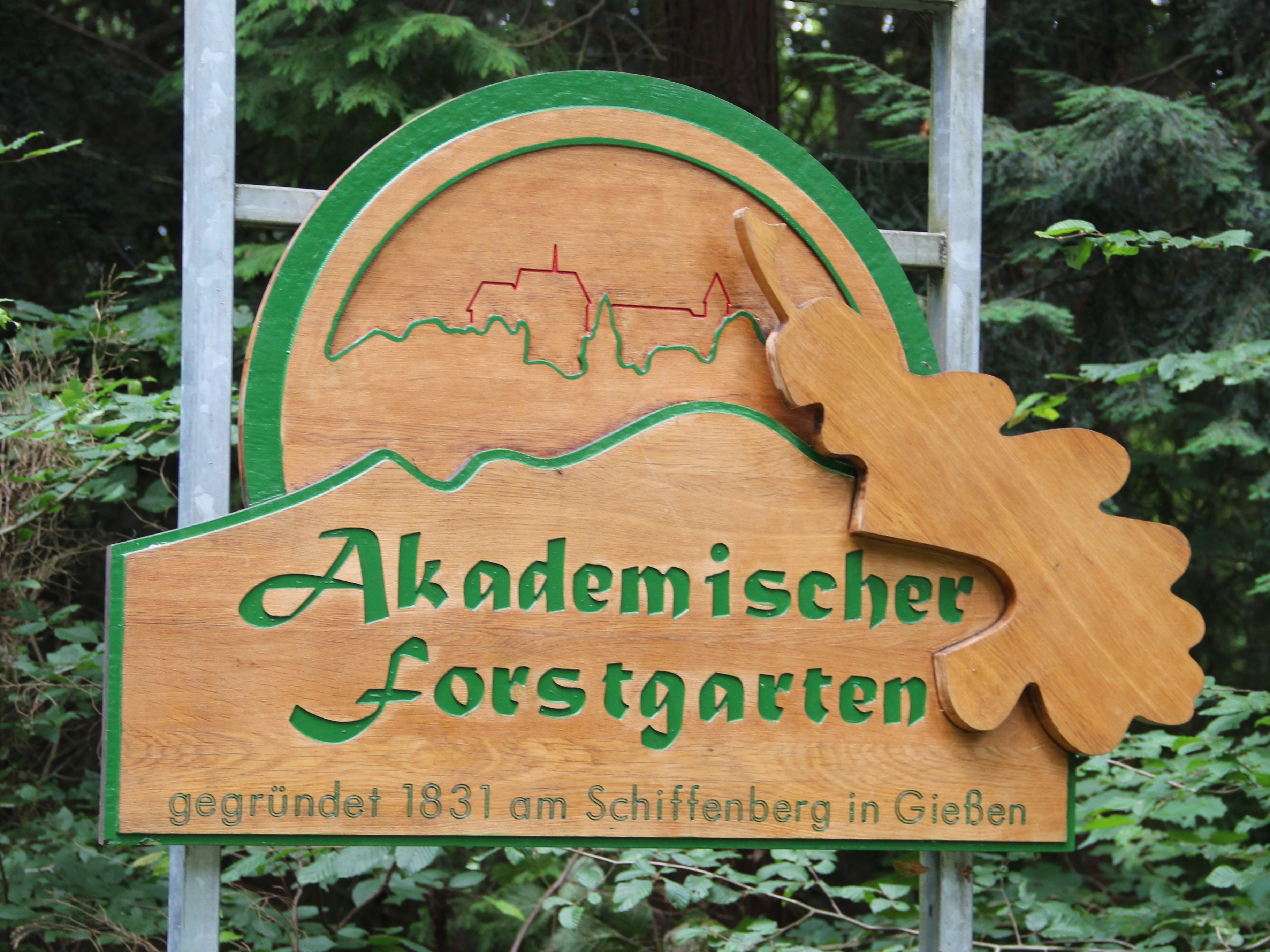
Logo des Forstgarten

Der Akademische Forstgarten Gießen kann von Gießen aus über den Schiffenberger Weg erreicht werden. Hinter einer leichten Rechtskurve, außerhalb des Gießener Ringes, befindet sich links (östlich) der Straße ein Parkplatz; von dort aus sind es nur noch wenige Minuten Fußweg bis zum Forstgarten. Neben der Straße verläuft auch ein Radweg. Am Forstgarten befindet sich die Bushaltestelle Gießen Forstgarten. Der Garten befindet sich zwischen der Straße und einem Waldweg vom Parkplatz aufwärts zum Schiffenberg, über den der nächstgelegene Eingang erreichbar ist. Vom Philosophikum II der Universität ist er in einer kleineren Wanderung durch den unteren Schiffenberger Wald (erst Richtung Schiffenberg und bevor der Weg wirklich ansteigt nach rechts) auch zu Fuß zu erreichen (ohne Autoverkehr).